# Penisola di Culuccia
La penisola di Culuccia (o Isola di Culuccia o Isola di Coluccia o Isola delle vacche) è una penisola situata all'estremità settentrionale della Sardegna a margine dell'Arcipelago della Maddalena. Appartiene al territorio comunale di Santa Teresa di Gallura e si affaccia a est verso l'Isola dei Gabbiani e a ovest verso Conca Verde.

## Territorio, clima e ambiente
La flora e la fauna dell'Isola di Culuccia sono quelle tipiche della Gallura.
Fino al 1980, la fauna era composta principalmente da animali stanziali come tartarughe, pernici, lepri, volpi, civette. A partire dal 1980 si assistette all'arrivo dei cinghiali (che essendo onnivori, si nutrono anche dei piccoli delle lepri e delle pernici) e al conseguente mutamento dell'ecosistema dell'isola.
Gli animali migratori che si trovano sull'Isola sono principalmente beccacce, tordi, merli e colombacci. Durante condizioni meteorologiche avverse, l'isola diventa anche un rifugio per uccelli migratori più rari come il fenicottero rosa.
La flora è principalmente costituita da olivastri e lecci, con tipica macchia mediterranea caratterizzata da lentisco, corbezzolo, mirto, cisto, ginestra e ginepro. 

## Storia
Fino al 1996 l'Isola di Culuccia apparteneva alla famiglia Sanna, una rinomata famiglia della Gallura.
Dal 1923 al 1996 l'unico abitante dell'isola era stato il proprietario Angelo Sanna. Dopo aver lasciato il suo lavoro di ufficiale postale si ritirò sull'isola, vivendo come un eremita.
Negli anni '60 l'Isola di Culuccia suscitò l'interesse di diversi investitori che volevano acquistarla per sviluppare un progetto turistico in sinergia con la vicina Costa Smeralda. Tuttavia Angelo Sanna rifiutò tutte le proposte miliardarie ricevute.
Nel 1985 l'Isola di Culuccia fu dichiarata area di rispetto ambientale totale in tutti gli strumenti urbanistici del comune di Santa Teresa di Gallura.
Alla morte di Angelo Sanna, la proprietà della Culuccia e tutto ciò che vi era sopra passarono all'Associazione Italiana per la Ricerca sul Cancro.
Dal 1998 al 2017 l'isola fu di proprietà di due altre famiglie italiane.
Il 17 aprile 2017 Marco Boglione divenne l'unico proprietario dell'Isola di Culuccia.